# Verwaltungsgemeinschaft Moos
Die am 1. Mai 1978 gegründete Verwaltungsgemeinschaft Moos liegt im niederbayerischen Landkreis Deggendorf und wird von folgenden Gemeinden gebildet:
1. Buchhofen, 968 Einwohner, 15,74 km²
2. Moos, 2363 Einwohner, 32,25 km²

Sitz der Verwaltungsgemeinschaft ist Moos.
Das ursprünglich dritte Mitglied, die Gemeinde Aholming, wurde mit Wirkung ab 1. Januar 1986 entlassen und ist seither eine Einheitsgemeinde.